# Yoo Jae-ho
Yoo Jae-ho (kor. 유재호; * 7. Mai 1989) ist ein südkoreanischer Fußballspieler.

## Karriere
Das Fußballspielen erlernte Yoo Jae-ho in der Universitätsmannschaft der Woosuk University in Wanju. Seinen ersten Vertrag unterschrieb er 2012 bei Incheon United, einem Verein aus Incheon, der in der Ersten Liga, der K League 1, spielte. 2014 wechselte er auf Leihbasis zum Drittligisten Gimpo Citizen FC. Im Juni 2016 ging er nach Thailand und spielte die Rückserie beim Erstligisten Pattaya United. 2017 zog es ihn wieder in seine Heimat Südkorea, wo er sich Seoul E-Land FC anschloss. Der Vertrag wurde nach zwei Monaten wieder aufgelöst und Yoo Jae-ho wechselte erneut nach Thailand. Er unterschrieb einen Vertrag beim Zweitligisten Bangkok FC. Nach Vertragsende 2017 war er vereinslos. 2018 (Datum unbekannt) ging er nach Kambodscha und schloss sich National Defense Ministry FC an. Der Verein spielte in der höchsten Liga des Landes, der Cambodian League. Im Juli 2019 kehrte er in seine Heimat zurück. Hier unterschrieb er einen Vertrag beim Drittligisten Cheongju FC. Für den Verein aus Cheongju bestritt er 45 Ligaspiele. Im Januar 2022 wechseltr er für eine Spielzeit zum ebenfalls in der dritten Liga spielenden FC Mokpo. Am 1. Januar 2023 nahm ihn der unterklassige NISSI unter Vertrag.